# Giuseppe Fimognari
Giuseppe Beniamino Fimognari (Gerace, 1º novembre 1932 – Locri, 5 gennaio 2024) è stato un politico e medico italiano.

## Biografia
Laureato all'Università degli Studi di Napoli Federico II, fu medico chirurgo e primario ospedaliero di Patologia Clinica.
Esponente della DC, fu eletto Senatore nella ottava e nella nona Legislatura nella Circoscrizione Calabria, collegio di Locri, rimanendo in carica a Palazzo Madama dal 1979 al 1987. Presidente del Comitato Pareri della Commissione Igiene e Sanità del Senato nella IX Legislatura, fu membro supplente dell'assemblea parlamentare del Consiglio d'Europa (1986-1987) e componente della commissione bicamerale sul fenomeno della mafia (IX legislatura).
Fondatore e leader della lista "Castello", compagine politica che amministrò la sua città natale Gerace (considerata tra i "borghi più belli d'Italia") per 27 anni tra il 1966 e il 1993, fu sindaco di Gerace per circa 19 anni complessivi, dal 1966 al 1983 e poi dal 1991 al 1993.
Direttore Sanitario Aziendale dell'Azienda Sanitaria Locale n. 9 di Locri tra il 1995 e il 1996, svolse per alcuni mesi anche le funzioni di Direttore Generale. Dopo il pensionamento, venne insignito del titolo di Primario Emerito Patologo Clinico dell'Ospedale di Locri (delibera 1109/1996).
Scrisse il romanzo Quel giorno alla fine, pubblicato nel 2021 da Laruffa Editore.
Fimognari morì il 5 gennaio del 2024 all'età di 91 anni nella sua casa di Locri.